# Ałła Czerkasowa
Ałła Kostiantyniwna Czerkasowa (ukr. Алла Костянтинівна Черкасова; ur. 5 maja 1989 we Lwowie) – ukraińska zapaśniczka startująca w stylu wolnym. Dwukrotna olimpijka. Brązowa medalistka olimpijska z Tokio 2020 w kategorii 68 kg i jedenasta w Rio de Janeiro 2016 w kategorii 75 kg.
Złota medalistka mistrzostw świata w 2018 i brązowa w 2010. Mistrzyni Europy w 2019; srebrna medalistka w 2012 i brązowa w 2016, 2017 i 2020. Trzecia na igrzyskach europejskich w 2019. Pierwsza w Pucharze świata w 2010; druga w 2009 i szósta w 2015 roku.